# Overstromingen in Groot-Brittannië en Ierland 2009

Betrokken gebieden bij de overstroming
Doden bij de overstroming
Betrokken gebieden met harde wind
Doden door de wind

Dit artikel gaat over de overstromingen in Groot-Brittannië en Ierland in 2009. De zwaarst getroffen gebieden zijn Cumbria in Engeland en de gebieden County Galway en County Cork in Ierland.

## Gebeurtenis
Voor de harde storm op het Verenigd Koninkrijk van 13 november 2009, was er al storm op 12 november. Op 12 november bereikte een lagedrukgebied het zuidoosten van Ierland. Het bewoog naar het noordoosten en op 14 november bereikte het de Ierse Zee en Schotland. Het weer bracht zwaren regenbuien mee in het zuiden van Engeland. In Sussex en Hampshire viel er 30 mm regen. De wind uit het zuiden bereikte windstoten tot 105 km/h op 13 november. In sommige regio's zelfs tot 121 km/h.